# Штремпел Йосип Гийзович
Йосип Гийзович Штремпел (позивний «Друг “Пона”»; 26 вересня 1972, селище Великий Бичків — 13 березня 2023, Луганська область) — український військовослужбовець, солдат Збройних сил України, учасник російсько-української війни. Почесний громадянин міста Тернополя (2023, посмертно).

## Життєпис
Народився 26 вересня 1972 року в селищі Великий Бичків Рахівського району Закарпатської області.
Разом з дружиною та дітьми жив у селищі Козацьке Новокаховського району Херсонської області звідки родом його дружина. Мав свій бізнес, працював в Новокаховській лікарні. 
На початку повномасштабного вторгнення його окупували росіяни. В квітні 2022 року сім’ї вдалося виїхати на підконтрольну Україні територію. Родина оселилася в Тернополі . 
У квітні 2022 року добровольцем разом із сином.доєднався до лав ДУК «Правий сектор». 
Мріяв звільнити Козацьке та повернутися до рідної домівки де проживала теща, тому постійно рвався на Херсонщину. Його підрозділ ставив український прапор у Великій Олександрівці. 
Потім воював на Донеччині.
Брав участь в обороні с.Давидів Брід, с .Новогригорівки, с.Білогірка,с.Березнегувате,с.Біла Криниця,с.Троїцьке, м.Миколаїв.
Загинув 13 березня 2023 року під час виконання бойового завдання на Луганщині біля села Площанка . Загинув від артилерійського обстрілу в лісовій посадці. Під час того бою пораненим врятував свого командира .
Похований 20 березня 2023 року в Тернополі на "Алеї Героїв" Микулинецького кладовища.
Залишилася дружина з якою він прожив 11 років, дві доньки, син, теща .

## Нагороди
- почесний громадянин міста Тернополя (28 квітня 2023, посмертно) — за вагомий особистий вклад у становленні української державності та особисту мужність і героїзм у виявленні у захисті державного суверенітету та територіальної цілісності України[4].
- орден «За мужність» III ступеня [5]